# Quasi quasi
Quasi quasi è un film del 2002 diretto da Gianluca Fumagalli, con Marina Massironi come protagonista.

## Trama
Paola è un'insegnante vedova che si accompagna al divorziato Ruggero, che la vorrebbe sposare, ma lei non è convinta. La donna nasconde un segreto: non è affatto vedova da tre anni come credono tutti, ma il marito l'ha lasciata per un altro uomo, Andrea. Il marito un giorno muore davvero e lascia metà della casa ad Andrea, così Paola si ritrova a condividere la casa con lui e a cambiare la sua vita. Ruggero, fraintendendo la presenza di Andrea da Paola, crede di essere stato tradito e preso in giro. Paola riesce così a liberarsi del fidanzato, di cui non era innamorata e che le aveva anche mentito: Ruggero è sì divorziato, ma ha un figlio che vive con lui. Non tarderà però a consolarsi uscendo prontamente con una collega di Paola. Intanto tra Andrea e Paola si instaura un bel rapporto e lei già immagina di restare con lui tutta la vita.

## Distribuzione
La pellicola è stata distribuita nelle sale cinematografiche a partire dal 29 marzo 2002.